# 賴繼謹
賴繼謹（？—1646年4月19日（隆武二年三月五日）），字敬儒，漳州府平和縣人，南明軍事人物。

## 生平
賴繼謹自諸生出身，和莊起儔跟隨黃道周在北山講學。隆武元年（1645年）七月二十二日，黃道周帶領門生趙士超、賴繼謹、蔡春溶、毛至潔、陳駿音等千多人出兵，獲授中書舍人。他力勸黃道周留駐建陽，但黃道周不聽從，因此和莊起儔對談到晚上。莊起儔說：「這次出行成功就晉爵封侯，失敗就受人奉祀。」他回應：「事情未知結局，你有母親在世，何不回去？我一定跟隨師傅，誓不回來。」二人握手，他目光如炬，自料此行一定會死去。莊起儔回去後，賴繼謹很快被清軍擒拿，部下都為他哭著無法抬頭；他說：「我和師傅存亡與共，跟隨他而死是我的幸運，為何要哭泣呢？」次年（1646年）三月五日赴市斬首，他和黃道周、趙士超、蔡春溶、毛至潔到刑場，在西華門抱頭哭着說：「師傅魂魄少了，我輩立即來了。」於是同日被殺。

## 引用
1. 1 2  錢海岳《南明史·卷四十·列傳第十六》：隆武元年七月二十二日，（黃道周）率門生趙士超、賴繼謹、蔡春溶、毛至潔、陳駿音併子弟可千人以行。……繼謹，字敬儒，平和人。諸生。與莊起儔從道周講學北山。道周督師，率鄉兵從，授中書舍人。力勸留駐建陽，不可，起儔與相對至夜分，曰：「此行生則封侯，死則廟食。」繼謹曰：「事未可知，子有老母，曷歸乎？吾惟師是從，誓不歸矣。」握手唯唯，目光如炬，蓋自分以死也。
2. ↑  錢海岳《南明史·卷四十·列傳第十六》：（隆武二年）三月五日赴市，……士超、繼謹、春溶、至潔從道周至西華門，抱頭哭曰：「師魂少須，吾輩即來矣。」遂同日死。……起儔歸，繼饉卒被執，從者多涕洟飲泣，不能仰視。繼謹曰：「師存與存，師亡與亡，從師以死，為幸多矣，何涕泣為？」